# Norellisoma lituratum
Norellisoma lituratum är en tvåvingeart som först beskrevs av Christian Rudolph Wilhelm Wiedemann 1826.  Norellisoma lituratum ingår i släktet Norellisoma och familjen kolvflugor. Arten har ej påträffats i Sverige. Inga underarter finns listade i Catalogue of Life.